# آفونسوی دوم
آفونسو دوم (به پرتغالی: Afonso II de Portugal) معروف به Afonoso The Fat سومین پادشاه پرتغال (۱۲۱۱ – ۱۲۲۳) از دودمان بورگوندی بود.